# Patanocnema
Patanocnema – rodzaj pluskwiaków z podrzędu różnoskrzydłych i rodziny Dinidoridae. Obejmuje cztery opisane gatunki.

## Morfologia
Pluskwiaki o ciele w zarysie owalnym, silniej wypukłym po stronie brzusznej niż po stronie grzbietowej.
Duża i szeroka głowa ma ściętą krawędź przednią i faliste krawędzie boczne z małymi ząbkami przed oczami. Płytki żuwaczkowe są dłuższe od przedustka i przed nim połączone. Odległość między przyoczkami jest od dwóch i pół do czterech razy większa niż odległość między przyoczkiem a brzegiem oka złożonego. Delikatne czułki zbudowane są z czterech członów, z których pierwszy sięga poza wierzchołek głowy, a drugi jest najdłuższy. Sięgająca w spoczynku bioder środkowej lub tylnej pary kłujka zbudowana jest z czterech członów, z których drugi jest najdłuższy. Bukule są wyniesione i płytkowate.
Przedplecze ma krawędź przednią wklęśniętą, kąty przednie rozwarte, krawędzie boczne łukowate, a kąty tylne zaokrąglone. Dochodząca do środka długości odwłoka tarczka ma faliste brzegi boczne i tępy czubek. Półpokrywy mają nieco dłuższe od tarczki przykrywki i dochodzące do końca odwłoka zakrywki. Środkiem śródpiersia biegnie głęboki, a środkiem zapiersia płytki rowek. Gruczoły zapachowe zatułowia mają kanaliki wyprowadzające uchodzące w pobliżu krawędzi zapiersia. Odnóża zwieńczone są trójczłonowymi stopami.
Odwłok ma przynajmniej częściowo odsłonięte listewki brzeżne. Przetchlinki na pierwszym z widocznych sternitów odwłoka zasłonięte są przez zapiersie. Genitalia samca odznaczają się trzema parami wyrostków na koniunktywie, z których para brzuszno-boczna przednia jest wykształcona lepiej od innych. Na paramerach brak jest wcisków. Genitalia samicy mają błoniaste walwule oraz nerkowaty zbiornik spermateki z długim, rurkowatym, na końcu rozszerzonym przewodem.

## Rozprzestrzenienie
Rodzaj rozprzestrzeniony jest w krainie etiopskiej, ograniczony do środkowej części Afryki. Znany jest z Kamerunu, Republiki Środkowoafrykańskiej, Konga, Zairu i Rwandy.

## Taksonomia
Takson ten wprowadzony został w 1892 roku przez Ferdinanda Karscha jako monotypowy. Kolejne gatunki opisane zostały na początku XX wieku przez Henriego Schoutedena i H. Lehmanna.
Do rodzaju tego zalicza się cztery opisane gatunki:
- Patanocnema maculata Lehmann, 1921
- Patanocnema mayneyi Schouteden, 1917
- Patanocnema ovata Karsch, 1892
- Patanocnema schubotzi Schouteden, 1913